# Eiler Theodor Lehn Schiøler
Eiler Theodor Lehn Schiøler (* 30. Oktober 1874 in Frederiksberg; † 13. August 1929 ebenda) war ein dänischer Bankier und Ornithologe.
Lehn Schiøler wurde 1874 als Sohn von Lauritz Eiler Theodor Schiøler (1835–1908) und Augusta Thalia Petrea Lehn (1836–1901) geboren. Er wurde als Bankier sehr reich, in seiner Freizeit jedoch war er ein eifriger Student der Ornithologie. Er sammelte über 25.000 westpaläarktische Vögel, daneben auch Knochen und Eier, und unternahm 1925 eine wissenschaftliche Expedition an die Westküste Grönlands. Er erbaute ein großes Museum für seine Sammlungen mit einer ornithologischen Bibliothek. Er heiratete Ellen Dorothea Plum.
Lehn Schiøler gilt als Erstbeschreiber einer Unterart der Heringsmöwe, der Südwestskandinavischen Heringsmöwe (Larus fuscus intermedius), in Jg. 16 der Dansk Ornithologisk Forenings tidsskrift (1922).